# Apterosepsis basilewskyi
Apterosepsis basilewskyi är en tvåvingeart som beskrevs av Richards 1962. Apterosepsis basilewskyi ingår i släktet Apterosepsis och familjen sumpflugor.
Artens utbredningsområde är Tanzania. Inga underarter finns listade i Catalogue of Life.